# RPG製作大師作品列表
本列表收錄使用RPG製作大師製作的遊戲作品，部分作品亦在Steam平台發表。

## RPG Maker Dante98

### 日文遊戲
- 屍體派對

## RPG Maker 2000

### 日文遊戲
- 盜人講座（页面存档备份，存于），作者：ｗ－ｎ
  - 正體中文網站
- Ib，作者：kouri
  - 正體中文網站（页面存档备份，存于）
- Ruina 廃都の物語，作者：枯草章吉
- 野比大雄的生化危機，作者：aaa
- 月夜に響くノクターン[永久]，作者：ショウ
- 大海原と大海原（页面存档备份，存于），作者：海底囚人（页面存档备份，存于）
  - 簡體中文網頁
- 灰色庭園（页面存档备份，存于），作者：海底囚人（页面存档备份，存于）
  - 簡體中文網頁
- 園庭色灰（页面存档备份，存于），作者：海底囚人（页面存档备份，存于）
  - 正體中文網站（页面存档备份，存于）
  - 簡體中文網頁
- 怪異症候群，作者：ナオ（页面存档备份，存于）
  - 正體中文網站（页面存档备份，存于）
- 怪異症候群2，作者：ナオ（页面存档备份，存于）
  - 正體中文網站（页面存档备份，存于）

### 中文遊戲
- 暗閻神族－沉睡的宿命，作者：幽火
- 九龍魔法陣（页面存档备份，存于），作者：繽紛工房（页面存档备份，存于）
- 神秘世界之旅Ｉ～迷失的心（页面存档备份，存于），作者：繽紛工房（页面存档备份，存于）
- 絕代雙驕前傳之十大惡人，作者：牧童（未完成）
- 優歷，作者：SYU優
- 槍神系列，作者：Sanmoeln
- 六芒珠傳說，作者：小魚達
- 蒼紅淚～逆天神話，作者：射手矢零
- 戰烈英魂，作者：WMY
- DayDream 白日夢，作者：克里斯（Chris）

### 英文遊戲
- 日暮陵城（Sunset Over Imdahl）（页面存档备份，存于），作者：Teo Mathlein

## RPG Maker 2003

### 日文遊戲
- 夢日記，作者：kikiyama
  - 正體中文網站（页面存档备份，存于）
- 細胞神曲　-Cell of Empireo-　（页面存档备份，存于），作者：鱶尾工業

### 中文遊戲
- 月藍傳奇1－異界來的訪客，作者：天使蛋糕
- 月藍傳奇2－咒印族傳說，作者：天使蛋糕
- 巴哈姆特，作者：王韋
- 暗閻神族ove封之章，作者：幽火
- 深沉之憶一－奧拉瓦之謎，作者：霆
- 深沉之憶二－異族降臨，作者：霆
- 深沉之憶三－天地崩滅，作者：霆
- 紫晶傳奇－仙花的危機，作者：紫宣、小希
- 七導戰記‧紅月宿命之戰，作者：Octopus、Leo‧Corn
- 冷幫傳說cold faction，作者：法依洛德
- 閻黑世紀，作者：Gaia
- 雲之少年，作者：ACROSS
- 倉田優凜子的大冒險，作者：Sanmoeln
- Night of Finis In London.1888，作者：Sanmoeln
- Rainbow Treasure～彩虹寶藏，作者：繽紛工房（页面存档备份，存于）
- 神話戰士，作者：Mr. JX（页面存档备份，存于）
- 神話戰士2-世界之謎，作者：Mr. JX（页面存档备份，存于）
- RBY小紅帽～賣火柴之旅，作者：Mr. JX（页面存档备份，存于）、羽依、沙耶、希修特
- 天空的艾佛露西亞，作者：薩克斯 ZAX
- 聖域之光～命運之輪，作者：薩克斯 ZAX
- 幻境奇緣 Cloudland Meet Story，作者：百步
- 禍火（页面存档备份，存于），作者：S.R.G
- 神孟之心Ｉ～邪團現蹤，作者：神孟
- 神孟之心ＩＩ～滅團行動，作者：神孟
- 神孟之心ＩＩＩ～雷火之歌，作者：神孟
- 小宇的漆黑王女（页面存档备份，存于），作者：小宇、The U's Team
- 廢墟巡禮，作者：阿遙
- 沉默小鎮，作者：驚弓之鳥
- 平偉本色，作者：立立蹦
- Buried Barry，作者：鬼&猿
- 無限之夜，作者：胡聖
- Quiet House，作者：魚丸◎蕾娜
- 解謎遊戲，作者：Lo Fran
- 精靈の禮葬，作者：凍骨
- 犬之使者傳說，作者：RavenWolf
- 默示之暗，作者：赤翼
- 不散的筵席，作者：萌八老師
- 銀白自由之翼—阿斯嘉特，作者：球羊、飛鳥、羊駝
- 天涯龍子-序章（页面存档备份，存于），作者：朱利克
- 遙遠彼端，作者：丹 瑟爾

## RPG Maker XP

### 日文遊戲

#### 收錄於RPG Maker XP日文版的範例遊戲
- 白い絆，作者：アルファナッツ（页面存档备份，存于）
- Alestian Story，作者：Shine Garden
- ししむら，作者：TSUKURIYA 八百谷 真
- KNight-Blade Howling of Kerberos（ナイトブレードケルベロスの咆吼），作者：重歳 謙治（页面存档备份，存于）
- To near，作者：アーツ川島

#### 收錄於Tech Win DVD的遊戲
- 白い絆 外伝 黒い絆，作者：アルファナッツ（页面存档备份，存于）
- 歪み世，作者：重歳 謙治（页面存档备份，存于）

#### 原創遊戲作品
- 月夜に響くノクターンRebirth
- 青鬼/Aooni

### 中文遊戲

#### 商業遊戲作品
- 契約之絆 My Devil
- 契約之絆外傳：赤白依麗斯篇
- 雨血2 燁城

#### 原創遊戲作品
- (2004)  NEOLITHIC, 作者：orochi2k
- (2006) 詛咒的世界~祭印少女~，作者：Lurid
- (2006) 魔導聖戰-時空之道，作者：鯉魚
- (2007) 飛龍幻想，作者：Lurid
- (2007) 消失的卡步里，作者：BW週邊工廠
- (2007) 賽羅克尼亞傳說，作者：OOXX工作室（页面存档备份，存于）
- (2008) SoulSpace靈界-四元素之祈願，作者：水龍
- (2008) 神秘世界之旅－心靈之門（页面存档备份，存于），作者：繽紛工房（页面存档备份，存于）
- (2008) 雙面 Persona ，作者：祈優
- (2008) 荊棘島物語（页面存档备份，存于），作者：OOXX工作室（页面存档备份，存于）
- (2008) 改正歸邪（页面存档备份，存于），作者：OOXX工作室（页面存档备份，存于）
- (2008) 黑染，作者：Lurid
- (2009) 勇者物語：世界樹之心（页面存档备份，存于），作者：小風
- (2009) 禁錮的古堡，作者：TNE（页面存档备份，存于）
- (2009) 巫女修行傳說~異月之泉~，作者：HANEWORK.（页面存档备份，存于）
- (2010) 雨血之死鎮，作者：Soulframe
- (2011) Merry Bell（页面存档备份，存于），作者：無限界遊戲團隊
- (2011) 佩爾羅大陸記事－Being（页面存档备份，存于），作者：平沙
- (2011) Twin neco.，作者：HANEWORK.
- (2012) 月哮－銀龍之役（页面存档备份，存于），作者：OOXX工作室（页面存档备份，存于）
- (2014) 芮德兒RED（页面存档备份，存于），作者：Lemon Balm
- (2015) 現示錄，作者：Lurid
- (2015) 浮士德的噩夢，作者： LabORat Studio
- (2016) 機器幻想-心靈女神計畫，作者：Mr.JX（页面存档备份，存于）
- （2022）回音，作者：冬兔

### 英文遊戲

#### 商業遊戲作品
- To the Moon，作者：Freebird Games（页面存档备份，存于）
- OneShot，作者：Future Cat

## RPG Maker VX

### 日文遊戲

#### 收錄於RPG Maker VX日文版的範例遊戲
- Dragoness Edge 2820，作者：サウラスド（页面存档备份，存于）
- INVAS 退魔録，作者：MENCHAN
- ミチル見参! 魔界境物語，作者：あさソン
- Buried Book，作者：ゆわか（页面存档备份，存于）
- フタゴノカミサマ，作者：海原楓太
- レクトールと黒獅子の紋章，作者：Shine Garden（页面存档备份，存于）

#### 原創遊戲作品
- 魔女之家，作者：ふみー
- 帽子世界（页面存档备份，存于），作者：えぬ（页面存档备份，存于）
  - 正體中文網站（页面存档备份，存于）
- 獄都事變（页面存档备份，存于），作者：リンネ堂（页面存档备份，存于）

### 中文遊戲
- (2008) 對不起，我是個NPC，作者：四塊二茶會
- (2008) 公主越獄記，作者：雪風
- (2010) 青鳥-L'Oiseau bleu-，作者：姨媽
- (2010) 天兵戰士，作者：姨媽
- (2011) 衛生紙與森林之友大冒險（页面存档备份，存于），作者：森林之友製作團隊
- (2011) 囧魂，作者：迴轉壽司
- (2012) 東方年代記，作者：橙色風鈴製作組
- (2012) Revolt 叛，作者：Octopus、Leo‧Corn
- (2012) 神寶幻想Pokemon Fantasy VX，作者：埃特與月牙冥天 （备用下载链接 （页面存档备份，存于））
- (2012) 幻想迷宮～以森林為征服目標，作者：灆洢（页面存档备份，存于）
- (2013) 天人之血 -Ancient Relic-（页面存档备份，存于），作者：姨媽
- (2013) 綠曲，作者：Green Studio
- (2013) 歡樂，吐槽，勇者魂，作者：啦啦
- (2013) 絕對零度 Episode II，作者：冷徹心扉
- (2013) 矛盾之間（页面存档备份，存于），作者：servant05
- (2013) 消逝的記憶，作者：燕煦
- (2013) 卒業弒，作者：燕煦
- (2013) 銘心之憶，作者：Youi與魂
- (2013) 花子的失落日記，作者：A Jaio Game Studio
- (2013) 白雀，作者：水野的四葉草
- (2014) The Way to The Stars，作者：黑之緣工作室（页面存档备份，存于）
- (2014) 冰雪詛咒The Curse of Snow，作者：黑之緣工作室（页面存档备份，存于）
- (2014) Black Orlov（页面存档备份，存于），作者：懶骨社
- (2014) 夢魘之症，作者：藍玉工作室
- (2014) HumAnimalPlant 人類動物植物，作者：Yellow Stuff Studio
- (2014) 以雪之名，作者：藍玉工作室
- (2014) Maple[永久]，作者：幽靈熊
- (2015) Crescent－新月－（页面存档备份，存于），作者：Kakela＊Hane Studio（页面存档备份，存于）
- (2015) 笨蛋物語，作者：巫糸
- (2015) 機關封魔錄~洋館~，作者：南部書之助
- (2015) 鳥，作者：黑之緣工作室（页面存档备份，存于）
- (2015) 諸羅佚聞錄（页面存档备份，存于） ，作者：Ghost Idea

## RPG Maker VX Ace

### 日文遊戲

#### 收錄於RPG Maker VX Ace日文版的範例遊戲
- きみは勇者じゃない！２ ～ニルスのお仕事～，作者：ブラック・ウルフ（當間春也）（页面存档备份，存于）
- ベスティオールの冒険者，作者：パラ犬（页面存档备份，存于）
- さくさくサーガ，作者：ゆわか（页面存档备份，存于）
- 勇者と心の鍵，作者：神無月サスケ（页面存档备份，存于）

#### 商業遊戲作品
- 殺戮的天使，作者：星屑KRNKRN (真田まこと)（页面存档备份，存于）
  - 正體中文網站（页面存档备份，存于）
- 為美好的世界獻上祝福！in the life，作者：tachi（页面存档备份，存于） (Blu-ray & DVD限定版第一卷特典)

#### 原創遊戲作品
- 霧雨飄零之森，作者：星屑KRNKRN (真田まこと)
- ぼくらの大革命！，作者：木星ペンギン（页面存档备份，存于）
- Mogeko Castle（页面存档备份，存于），作者：海底囚人（页面存档备份，存于）
  - 正體中文網站（页面存档备份，存于）
  - 簡體中文網頁（页面存档备份，存于）

### 中文遊戲

#### 原創遊戲作品
- (2013) 幻想之詩Fantasy Poem （页面存档备份，存于），作者：天使遊戲團隊
- (2013) 怪物的歷史書（页面存档备份，存于），作者：喵嗚喵5
- (2014) ARK（页面存档备份，存于），作者：Narrator（页面存档备份，存于）
- (2014) 軍官之歌，作者：白色十一月
- (2014) 黑暗劇院 Dark Theater，作者：cherikens
- (2014) 我的願望 My Desire，作者：欒嬸
- (2014) 偶弦（页面存档备份，存于），作者：Onion rabbit
- (2014) 永恆的賽妮亞（页面存档备份，存于），作者：聖堂祭司
- (2016) 私塾，作者：貓咪學園
- (2017) 幻想的交響曲，作者：Z&S、

## RPG Maker MV

### 日文遊戲

#### 收錄於RPG Maker MV日文版的範例遊戲
- エミールの小さな冒険，作者：神無月サスケ（页面存档备份，存于）
- Sea Pirate シーピラート，作者：tachi（页面存档备份，存于）
- FantasicReverie -ファンタジックレヴェリエ-，作者：ImCyan（アイムシアン）（页面存档备份，存于）
- 羊ノ海，作者：ゆうやけ（页面存档备份，存于）
- MV Magic Victory，作者：minaki2424
- LivingShip Cowboy リビングシップカウボーイ，作者：岩田文人 ENTACL GRAPHICXXX

#### 原創遊戲作品
- FILAMENT（页面存档备份，存于），作者：リンネ堂（页面存档备份，存于）
  - 正體中文網頁（页面存档备份，存于）
  - 簡體中文網頁（页面存档备份，存于）

### 中文遊戲

#### 原創遊戲作品
- (2016) 幽靜的八月，作者：貓咪學園
- (2016) 厭惡的九月，作者：貓咪學園
- (2016) 靈幻九叔，作者：SIAKO.MOBI Group
- (2016) 鬪神塔，作者：SIAKO.MOBI Group
- (2016) 泡泡星球的娜塔莉，作者：Caliburn Studio（页面存档备份，存于）
- (2019) 白王子與黑騎士，作者：Cleopatra